# Microgramma fuscopunctata
Microgramma fuscopunctata là một loài thực vật có mạch trong họ Polypodiaceae. Loài này được (Hook.) Vareschi miêu tả khoa học đầu tiên năm 1969.